# Luiz Silva Filho (Fußballspieler)
Luiz Silva Filho (* 7. Februar 1983 in Campo Grande) ist ein brasilianischer Fußballtorwart.

## Karriere
Silva startete seine Laufbahn in der Jugendmannschaft des Mirassol FC einem unterklassigen Klub aus der gleichnamigen Stadt im Bundesstaat São Paulo. Hier schaffte er 2003 auch den Sprung in die erste Mannschaft. 2004 wechselte er zum AD São Caetano, welcher in der Saison 2004 in der Série A spielte. Hier kam er über die Jahre zu zahlreichen Einsätzen. Nachdem sein Klub über die Jahre im weiter Abstieg, wurde der Spieler 2014 an den Criciúma EC ausgeliehen. Dieser spielte in der Série A 2014, belegte am Ende aber mit Rang 20 den letzten Platz. Ende 2015 lief das Leihgeschäft aus und Silva wurde vom Criciúma EC fest übernommen. Zur Saison 2020 verließ Silva und kehrte zu seinem Ausbildungsklub Mirassol zurück. Hier kam er in der Staatsmeisterschaft zu keinen Einsätzen. Zur Austragung der Série B 2020 wechselte Silva zum Oeste FC. In der Meisterschaft trat er in elf von 38 möglichen Spielen an. 2021 zeichnete Silva zum zweiten Mal bei São Caetano. Zur Saison 2023 wechselte Silva dann zum Grêmio Barueri.